# Липа (Генеральський Стол)
45°24′ пн. ш. 15°23′ сх. д. / 45.40° пн. ш. 15.39° сх. д.
Липа (хорв. Lipa) — населений пункт у Хорватії, у Карловацькій жупанії у складі громади Генеральський Стол.

## Населення
Населення за даними перепису 2011 року становило 39 осіб.
Динаміка чисельності населення поселення: